# Augasmus shirozui
Augasmus shirozui is een keversoort uit de familie glanzende bloemkevers (Phalacridae). De wetenschappelijke naam van de soort werd in 1959 gepubliceerd door Hisamatsu.